# Баластна призма
Баластна призма — залізничний термін, що позначає елемент верхньої будови колії з баласту, що укладається на земляне полотно для стабілізації рейко-шпальної решітки при впливі динамічних навантажень від рухомого складу.

## Пристрій
Конструкція баластної призми може бути:
- Одношарова — споруджується з піску, гальково-гравійно-піщаної суміші або з азбестового баласту;
- Двошарова — складається з піщаної або піщано-гравійної подушки, на яку укладається щебеневий баласт;
- Тришарова — азбестовий баласт поверх щебеневої призми на піщаній подушці.

Одношарова баластних призма використовується на станційних коліях і коліях з малої вантажонапруженістю, двошарова — на лініях будь-якої вантажонапруженості, тришарова — на лініях з великою вантажонапруженістю і на ділянках, що сильно засмічуються. Піщана подушка дозволяє економити дорожчі баластні матеріали, запобігає засмічення щебеню ґрунтом земляного полотна, оберігає ґрунт від розрідження і від пересихання і розтріскування. При спорудженні земляного полотна з скельних, великоблочних і піщаних ґрунтів піщана подушка не потрібна.
Ухил укосів призми повинен бути не крутіше 1:1,5, а піщаної подушки 1:2. При укладанні щебеневого баласту передбачається запас на його осідання при ущільненні на 15-20 %, а азбестового баласту на 25-35 %. Поверхню баластної призми на прямих ділянках планують горизонтально, а на кривих — згідно з піднесенням зовнішньої рейки.
Між поверхнею баластового шару і підошвою рейок залишається зазор 30 мм, який необхідний:
- Для забезпечення нормальної роботи рейкових ланцюгів;
- Для запобігання виходу рейок з реборд підкладок в результаті напресування льоду і снігу під підошвою, а так же обдимання в шпальних ящиках;
- Для зручності виправки положення рейок по висоті за допомогою регулювальних прокладок у вузлах скріплень.

## Експлуатація
У процесі експлуатації баластних призма забруднюється з наступних причин:
- У результаті стирання матеріалу баласту в процесі роботи під поїзним навантаженням і при ущільненні колії підбиттям;
- У результаті засмічення і забруднення частинками перевезених вантажів і пилом, принесеним вітром і водою.

Для щебеневого баласту засмічуванням вважаються фракції 0,1-25 мм, а забруднювачами — фракції менше ніж 0,1 мм. Засмічувальні і забруднювачі поступово заповнюють поровий простір, в результаті чого знижується тримкість і опірність зрушенню баластної призми, викликаючи розлад колії. Легкорухливі, малосипучі матеріали (вугільний і рудний пил, металеві ошурки гальмових колодок) забруднюють баластну призму до нижніх шарів, більші і менш сипучі частки заповнюють пори верхніх шарів (до 100 мм нижче підошви шпал).
Терміни і глибина очищення баласту планується виходячи з фактичної забрудненості, яка визначається взяттям проб. Як другий основний критерій призначення ремонту колії беруть кількість шпал з виплесками на 1 км, які не усунені при поточному утриманні колії.